# Brenda Fricker
Brenda Fricker (Dublin, 17 de fevereiro de 1945) é uma premiada atriz irlandesa de televisão e cinema.
Em 1990, ganhou o Óscar de melhor atriz secundária por sua atuação no filme My Left Foot.

## Filmografia
| Ano                         | Título                            | Papel                             | Notas                                                                                            |
| --------------------------- | --------------------------------- | --------------------------------- | ------------------------------------------------------------------------------------------------ |
| 1964                        | Of Human Bondage                  | pequeno papel                     | não creditada                                                                                    |
| 1969                        | Sinful Davey                      |                                   | não creditada                                                                                    |
| 1978-1979                   | Quatermass                        | Alison Thorpe                     | Série de TV                                                                                      |
| 1979                        | Bloody Kids                       | Enfermeira                        |                                                                                                  |
| 1982                        | The Ballroom of Romance           | Bridie                            |                                                                                                  |
| 1985                        | The Woman Who Married Clark Gable | Mary                              |                                                                                                  |
| 1986-1990, 1998, 2007, 2010 | Casualty                          | Megan Roach                       | Série de TV                                                                                      |
| 1989                        | My Left Foot                      | Mrs. Brown                        | Oscar de melhor atriz coadjuvante Indicada - Globo de Ouro de melhor atriz coadjuvante em cinema |
| 1990                        | The Field                         | Maggie McCabe                     |                                                                                                  |
| 1991                        | Brides of Christ                  | Sister Agnes                      |                                                                                                  |
| 1992                        | The Sound and the Silence         | Eliza                             | TV                                                                                               |
| 1992                        | Utz                               | Marta                             |                                                                                                  |
| 1992                        | Seekers                           | Stella Hazard                     | TV                                                                                               |
| 1992                        | Home Alone 2: Lost in New York    | Mulher dos pombos no Central Park |                                                                                                  |
| 1993                        | So I Married an Axe Murderer      | May Mackenzie                     |                                                                                                  |
| 1993                        | Deadly Advice                     | Iris Greenwood                    |                                                                                                  |
| 1994                        | A Man of No Importance            | Lily Byrne                        |                                                                                                  |
| 1994                        | Angels in the Outfield            | Maggie Nelson                     |                                                                                                  |
| 1995                        | Journey                           | Lottie                            | TV                                                                                               |
| 1996                        | Moll Flanders                     | Mrs. Mazzawatti                   |                                                                                                  |
| 1996                        | A Time to Kill                    | Ethel Twitty                      |                                                                                                  |
| 1996                        | Swann                             | Rose Hindmarch                    |                                                                                                  |
| 1997                        | Masterminds                       | Presidente Claire Maloney         |                                                                                                  |
| 1998                        | Painted Angels                    | Annie Ryan                        |                                                                                                  |
| 1998                        | Resurrection Man                  | Dorcas Kelly                      |                                                                                                  |
| 1998                        | Pete's Meteor                     | Lily                              |                                                                                                  |
| 1999                        | Resurrection                      | Mãe de Clare                      | Remake de TV do original de 1980                                                                 |
| 1999                        | Durango                           | Aunt Maeve                        |                                                                                                  |
| 2001                        | The War Bride                     | Betty                             |                                                                                                  |
| 2002                        | The Intended                      | SRª. Jones                        |                                                                                                  |
| 2002                        | No Tears                          | Grainne McFadden                  |                                                                                                  |
| 2003                        | Conspiracy of Silence             | Annie McLaughlin                  |                                                                                                  |
| 2003                        | Veronica Guerin                   | Bernie Guerin                     |                                                                                                  |
| 2004                        | Trauma                            | Petra                             |                                                                                                  |
| 2004                        | Omagh                             | Nuala O'Loan                      | TV                                                                                               |
| 2004                        | Inside I'm Dancing                | Eileen                            |                                                                                                  |
| 2004                        | Razor Fish                        | Molly                             |                                                                                                  |
| 2005                        | Milk                              | Nan                               |                                                                                                  |
| 2005                        | Tara Road                         | Mona                              |                                                                                                  |
| 2007                        | How About You                     |                                   |                                                                                                  |
| 2007                        | Closing the Ring                  | Avó Reilly                        |                                                                                                  |
| 2008                        | Stone of Destiny                  | pós-produção                      |                                                                                                  |
| 2008                        | Crossmaglen                       | Tia Kathleen                      | pré-produção                                                                                     |
| 2008                        | Beautiful People                  | Narg                              | Episódio "How I Got My Beads"                                                                    |
| 2010                        | Locked In                         | Joan                              |                                                                                                  |
| 2011                        | Cloudburst                        | Dot                               |                                                                                                  |
| 2011                        | Albert Nobbs                      | Polly                             |                                                                                                  |